# 西属巴街道
西属巴街道，是中华人民共和国山西省吕梁市离石区下辖的一个乡镇级行政单位。

## 行政区划
西属巴街道下辖以下地区：
西属巴村、上安村、茂塔坪村、盛地村、留子局村、东属巴村、双务都村、中则坪村、石门咀村、高梨峁村、横梁村、盛地沟村、大中局村、许家山村、茂塔沟村、畔沟村、高岭上村、瓦窑间村、上则焉村、宋家湾村、缩缩岭村和袁家岭村。